# Triturador de alimentos

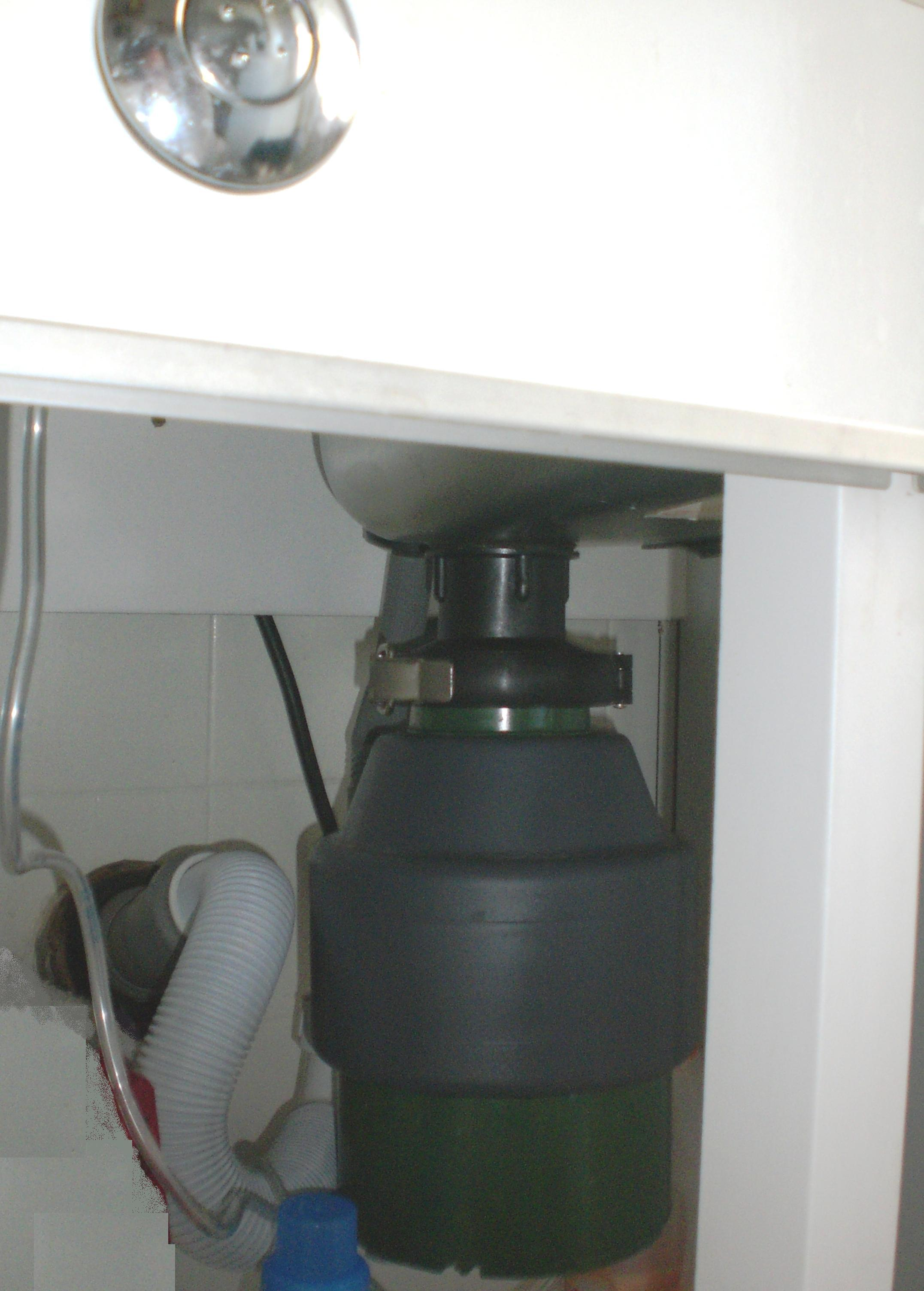
Triturador de alimentos instalado abaixo de uma pia.

Triturador de alimentos é um equipamento utilizado em cozinha com a finalidade de triturar alguns alimentos como sementes, grãos, ervas e alguns alimentos já confeccionados, tais como bolachas, castanhas, nozes e vegetais.